# Bruguières
 Bruguières  là một xã thuộc tỉnh Haute-Garonne trong vùng Occitanie ở tây nam nước Pháp. Xã nằm ở khu vực có độ cao trung bình 130 mét trên mực nước biển.

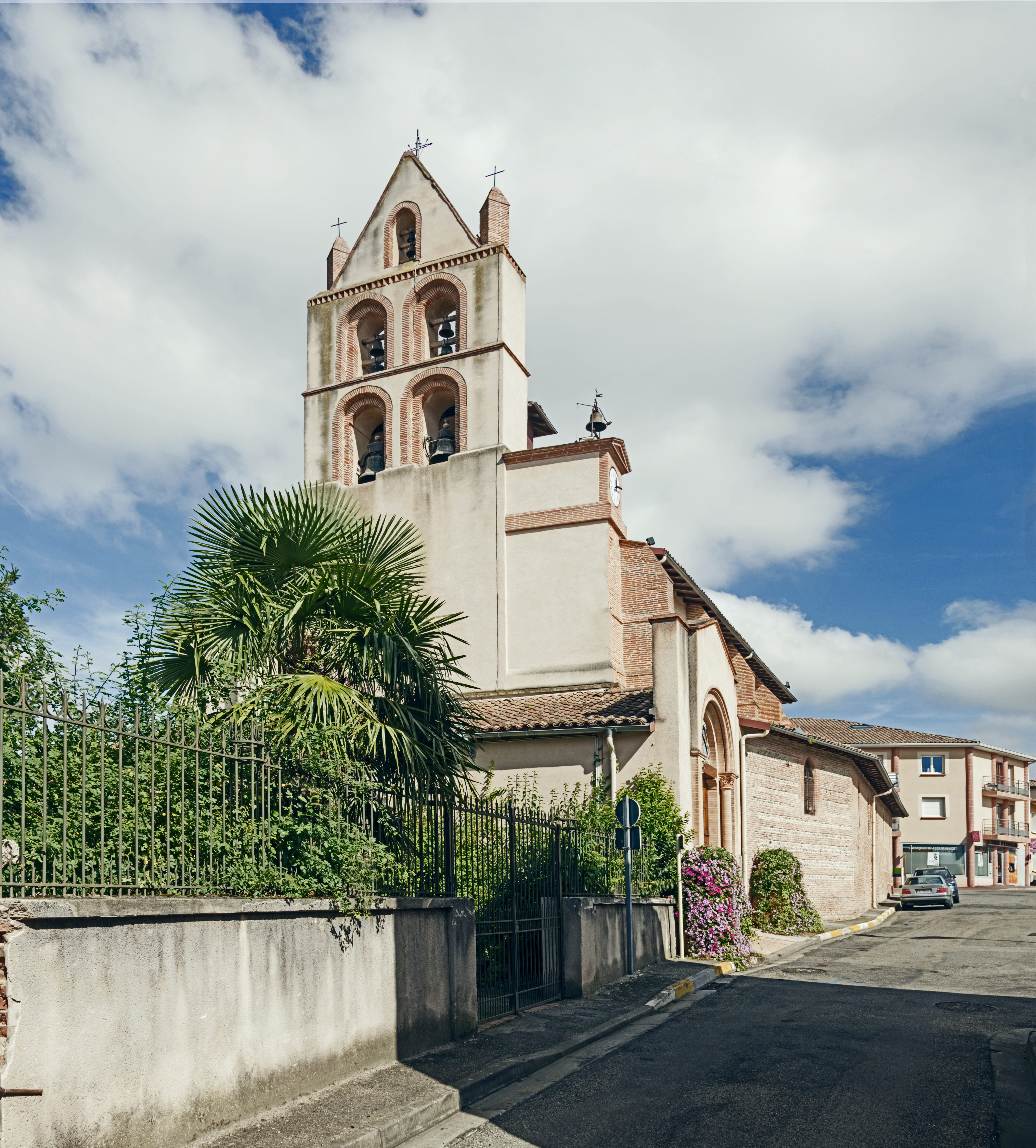
Église Saint-Martin
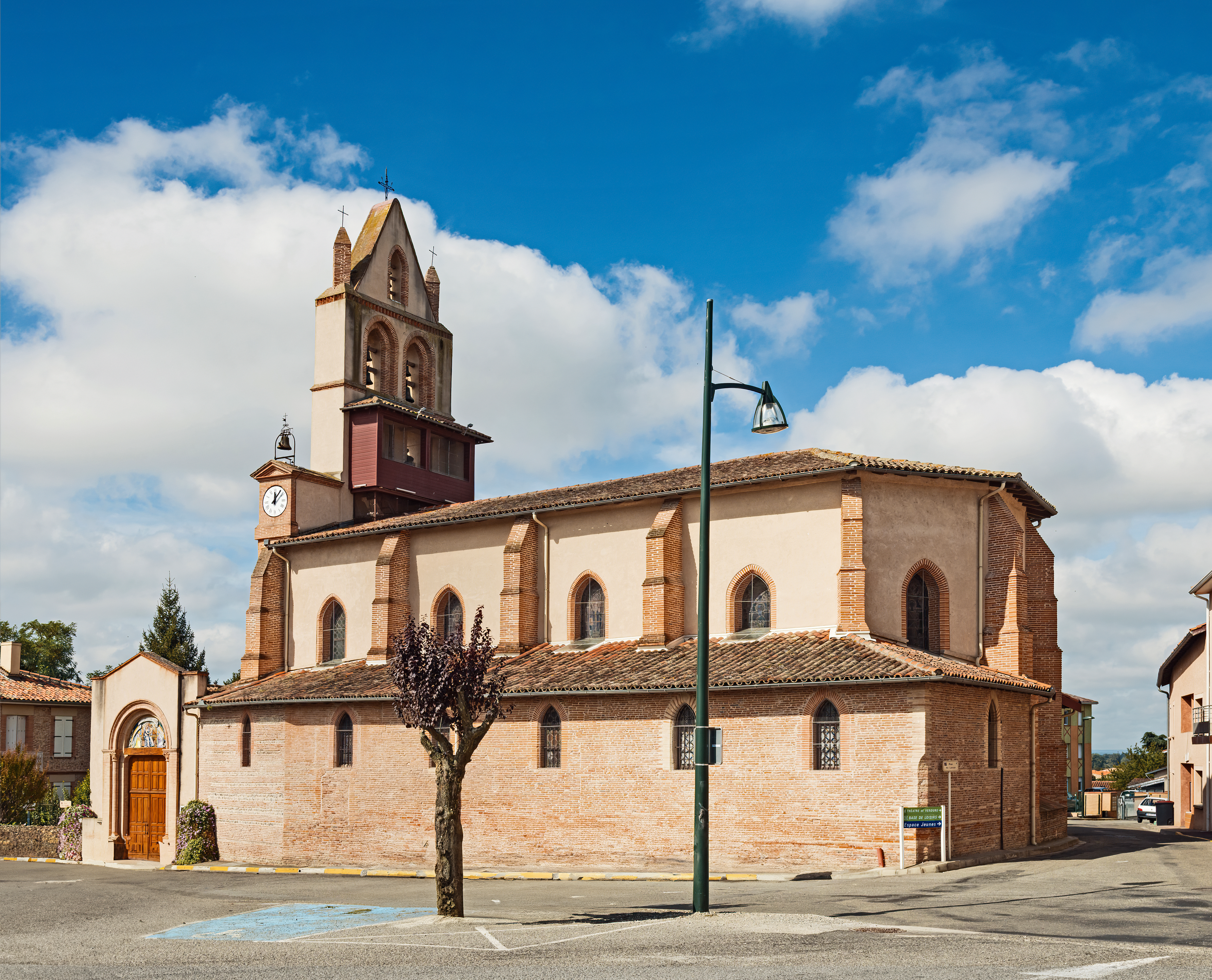
Église Saint-Martin